# Marmorbruch Wirbelau
Marmorbruch Wirbelau este o arie protejată (arie specială de conservare — SAC, sit de importanță comunitară — SCI) din Germania întinsă pe o suprafață de 8,04 ha, integral pe uscat.

## Localizare
Centrul sitului Marmorbruch Wirbelau este situat la coordonatele 50°27′07″N 8°12′44″E / 50.4519°N 8.2122°E.

## Înființare
Situl Marmorbruch Wirbelau a fost declarat sit de importanță comunitară în iunie 2000 pentru a proteja 1 specie de animale. Situl a fost protejat și ca arie specială de conservare în martie 2008.

## Biodiversitate
Situată în ecoregiunea continentală, aria protejată conține 2 habitate naturale: Pante stâncoase calcaroase cu vegetație casmofită, Păduri de fag Asperulo-Fagetum.
La baza desemnării sitului se află o specie protejată de  amfibieni: triton cu creastă (Triturus cristatus).
Pe lângă speciile protejate, pe teritoriul sitului au mai fost identificate 1 specie de amfibieni.